# شارل دوق بيري (1446 - 1472)
شارل دوق بيري ونورماندي وأقطانية (1446–1472)، أميرٌ فرنسي من أسرة فالوا، وابن الملك شارل السابع والملكة ماري الأنجوية، وُلد في تور، في خضم السنوات الأخيرة من حرب المائة عام التي كانت تقترب من نهايتها.
ورغم أن شقيقه الأكبر لويس الحادي عشر اعتلى العرش، فإن شارل لم يتوقف عن معارضته؛ فانضم في عام 1465 إلى تحالف المصالحة العامة إلى جانب شارل كونت شاروليه وفرانسوا الثاني دوق بريتاني، وقاد تمرّدًا ضد الملك انتهى بتوقيع معاهدة كونفلان، التي منح بموجبها دوقية نورماندي، إلا أنه فشل في فرض سيطرته عليها، فاستردها الملك لويس، ومنحه لاحقًا دوقية أقطانية كتعويض.
سعى شارل إلى توطيد مكانته عبر التحالفات الزوجية، فخطط للزواج من إيزابيلا القشتالية، ثم من ابنة شقيقها خوانا، وأخيرًا من ماري البرغونية، ابنة حليفه الأسبق شارل دوق برغونية، وذلك خلافًا لرغبات شقيقه الملك.
تُوفي في بوردو سنة 1472، ويُرجَّح أن وفاته نجمت عن إصابته بمرض مزيج بين السل ومرض منقول جنسيًا انتقل إليه من عشيقته كوليت دو شومب، لم يُخلِّف وريثًا شرعيًا، فعادت ممتلكاته إلى التاج الفرنسي.